# Lista gier wydanych na konsolę Atari 5200

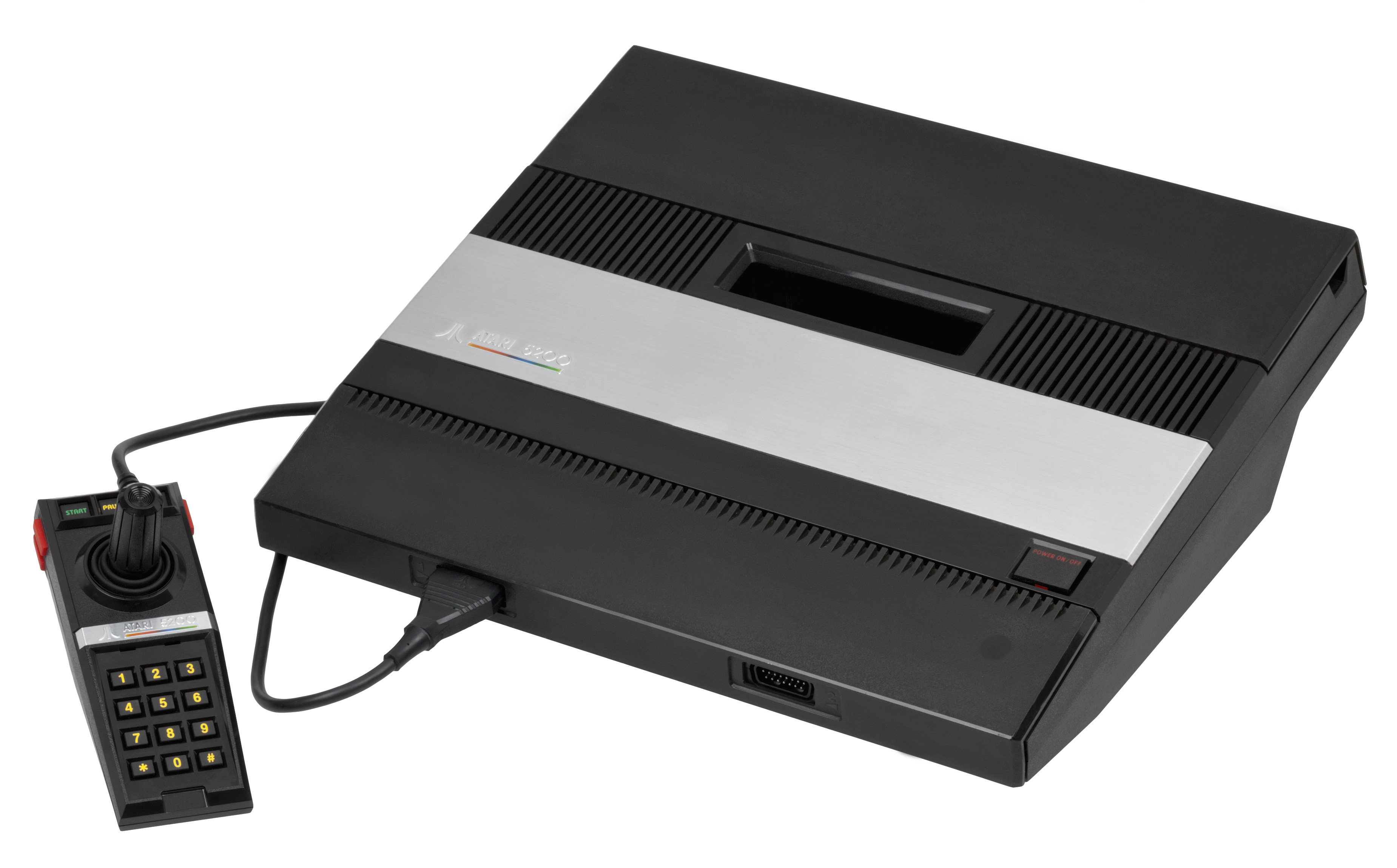
Atari 5200

Lista gier wydanych na konsolę Atari 5200 – zawiera wszystkie gry wydane na tę konsolę. Lista zawiera łącznie 69 tytułów.

## Lista gier
| Tytuł                                           | Rok wydania | Producent         |
| ----------------------------------------------- | ----------- | ----------------- |
| The Activision Decathlon                        | 1983        | Activision        |
| Astro Chase                                     | 1984        | Parker Brothers   |
| Ballblazer                                      | 1986        | Atari             |
| Beamrider                                       | 1983        | Activision        |
| Berzerk                                         | 1983        | Atari             |
| Blueprint                                       | 1983        | CBS Electronics   |
| Bounty Bob Strikes Back!                        | 1984        | Big Five Software |
| Buck Rogers: Planet of Zoom                     | 1983        | Sega              |
| Centipede                                       | 1982        | Atari             |
| Choplifter!                                     | 1984        | Atari             |
| Congo Bongo                                     | 1983        | Sega              |
| Countermeasure                                  | 1982        | Atari             |
| Defender                                        | 1982        | Atari             |
| Dig Dug                                         | 1983        | Atari             |
| The Dreadnaught Factor                          | 1983        | Activision        |
| Frogger                                         | 1983        | Parker Brothers   |
| Frogger II: ThreeeDeep!                         | 1984        | Parker Brothers   |
| Galaxian                                        | 1982        | Atari             |
| Gorf                                            | 1983        | CBS Electronics   |
| Gremlins                                        | 1986        | Atari             |
| Gyruss                                          | 1984        | Parker Brothers   |
| H.E.R.O.                                        | 1984        | Activision        |
| James Bond 007                                  | 1984        | Parker Brothers   |
| Joust                                           | 1983        | Atari             |
| Jungle Hunt                                     | 1983        | Atari             |
| K-Razy Shoot-Out                                | 1983        | CBS Electronics   |
| Kaboom!                                         | 1983        | Activision        |
| Kangaroo                                        | 1983        | Atari             |
| Keystone Kapers                                 | 1984        | Activision        |
| Mario Bros.                                     | 1983        | Atari             |
| Megamania                                       | 1983        | Activision        |
| Meteorites                                      | 1983        | Electra Concepts  |
| Miner 2049er                                    | 1983        | Big Five Software |
| Missile Command                                 | 1982        | Atari             |
| Montezuma’s Revenge                             | 1984        | Parker Brothers   |
| Moon Patrol                                     | 1983        | Atari             |
| Mountain King                                   | 1983        | CBS Electronics   |
| Mr. Do!'s Castle                                | 1984        | Parker Brothers   |
| Ms. Pac-Man                                     | 1983        | Atari             |
| Pac-Man                                         | 1982        | Atari             |
| Pengo                                           | 1983        | Atari             |
| Pitfall!                                        | 1984        | Activision        |
| Pitfall II: Lost Caverns                        | 1984        | Activision        |
| Pole Position                                   | 1983        | Atari             |
| Popeye                                          | 1983        | Parker Brothers   |
| Q*bert                                          | 1983        | Parker Brothers   |
| Qix                                             | 1982        | Atari             |
| Quest for Quintana Roo                          | 1984        | Sunrise Software  |
| Realsports Baseball                             | 1982        | Atari             |
| Realsports Football                             | 1982        | Atari             |
| Realsports Soccer                               | 1982        | Atari             |
| Realsports Tennis                               | 1982        | Atari             |
| Rescue on Fractalus!                            | 1986        | Atari Corp.       |
| River Raid                                      | 1983        | Activision        |
| Robotron: 2084                                  | 1983        | Atari             |
| Space Dungeon                                   | 1983        | Atari             |
| Space Invaders                                  | 1982        | Atari             |
| Space Shuttle                                   | 1983        | Activision        |
| Star Raiders                                    | 1982        | Atari             |
| Star Trek: Strategic Operations Simulator       | 1983        | Sega              |
| Star Wars: Return of the Jedi Death Star Battle | 1983        | Parker Brothers   |
| Star Wars: The Arcade Game                      | 1983        | Parker Brothers   |
| Super Breakout                                  | 1982        | Atari             |
| Super Cobra                                     | 1983        | Parker Brothers   |
| Vanguard                                        | 1983        | Atari             |
| Wizard of Wor                                   | 1983        | CBS Electronics   |
| Zaxxon                                          | 1984        | Sega              |
| Zenji                                           | 1984        | Activision        |
| Zone Ranger                                     | 1984        | Activision        |